# Austin Blacks
Maillots
Actualités
Les Austin Blacks est un club de rugby à XV américain basé à Austin au Texas.

## Historique
Fondé en 1967, l'Austin Rugby Club (ou Austin Blacks) est le plus ancien club de rugby à XV du Texas.

## Palmarès
- Finaliste de la Men's D1 Club Championship en 2002, 2004 et 2007.